# Das große Los (film 1939)
Das große Los è un cortometraggio del 1939 diretto da Alfred Stöger.

## Produzione
Il film fu prodotto dalla avaria Filmkunst GmbH (München-Geiselgasteig).

## Distribuzione
Il visto di censura del 27 marzo 1939, ne permetteva la visione anche ai minori